# Didier Pagot
Pour les articles homonymes, voir Pagot.
 (octobre 2018).
Si vous disposez d'ouvrages ou d'articles de référence ou si vous connaissez des sites web de qualité traitant du thème abordé ici, merci de compléter l'article en donnant les références utiles à sa vérifiabilité et en les liant à la section « Notes et références ».
Didier Pagot, né le 25 janvier 1966 à Lagny-sur-Marne, est un dessinateur de bande dessinée français.

## Biographie
En 1982, Didier Pagot obtient un BTS de métreur en bâtiment. En 1994, il rencontre Lucien Humbert qui, en 1996, fonde les Oncle Lucien Éditions où sont publiés quelques ouvrages de Pagot.
En 2010, avec Xavier Bétaucourt, Didier Pagot signe chez les éditions Bamboo Le Chineur, premier volume d'un diptyque de bande dessinée policière qui met en scène un antiquaire et s'inspire des ambiances de Claude Chabrol. Les planches font l'objet d'une exposition à Mouthiers-sur-Boëme en 2010.

## Œuvre

### Albums
- Le Chineur, scénario de Xavier Bétaucourt, Bamboo, Grand Angle
  1. Tu es poussière, 2010
  2. Et tu redeviendras poussière, 2010
- Le Complot de Ferney-Voltaire, scénario de Makyo et Frédéric Richaud, Glénat - Éditions du Patrimoine, 2012
- La Dame qui est une Rivière, scénario de Philippe Aubert, Oncle Lucien Éditions, 1996
- Fides, scénario d'Anne Ploy, Les Humanoïdes Associés, collection TransGénèse
  1. Opus Matrice, codessinateur Loïc Malnati, 2000[3]
  2. Fines Matrice, codessinateur Loïc Malnati, 2001
  3. Inferna, 2002
  4. Redemptio, 2005
  5. Matricide, 2008
- La Louve du Val d'Amour, scénario de Philippe Aubert, Oncle Lucien Éditions, 1997
- Pandora box, scénario d'Alcante, Dupuis - Empreinte(s)
  1. L'Orgueil, 2005 [4]
  2.  L'Espérance, 2006
- Les chansons en imaches de Raoul de Godewarsvelde, scénario d'Olivier Brazao et Xavier Bétaucourt, dessins collectifs, Imbroglio, 2006
- Les Robinsons d'outre-monde, scénario de Brice Tarvel, Cœur de Loup
  1. La forêt de nulle part, 1998
- Transgenesis 2029, scénario d'Anne Ploy, Humanoids / DC Comics
  1. Fides, 2004

### Distinctions
- Prix du meilleur album des lycéens de Guadeloupe pour Pandora Box T1[5]